# کوتوله‌های سرزمین میانه
بسیاری از شخصیت‌های داستان‌های جی. آر. آر. تالکین کوتوله‌ها هستند که در کنار هم در سرزمین میانی بیشتر زیر کوه‌ها زندگی می‌کردند.

## یاران تورین
یاران تورین ۱۲ کوتوله‌اند به همراه بیلبو بگینز و یک جادوگر به نام گندالف که گاهی آن‌ها را همراهی می‌کند. بخش مهمی از داستان هابیت به ماجرای تورین و یارانش محدود می‌شود.

### تورین دوم سپر بلوط
تورین دوم سپر بلوط (۲۷۴۶ تا ۲۹۴۱ دورهٔ سوم) شاه خاندان دورین بود که در سال ۲۹۴۱ بر آن شد تا اسماگ را از سرزمینش بیرون کند. او در نبرد پنج سپاه کشته شد.
در سه گانهٔ هابیت اثر پیتر جکسون، ریچارد آرمیتاژ نقش تورین را بازی می‌کند.

### بالین

تصویری که از بالین در سه گانهٔ هابیت اثر پیتر جکسون ارائه شده است.

بالین (۲۷۹۳ تا ۲۹۹۴ دورهٔ سوم) یکی از ۱۲ یار تورین به همراه بیلبو بگینز است که به اِرِبور می‌رود. او یک کلاه خود قرمز رنگ بر سر می‌گذارد. بالین و برادر کوچکترش دوآلین از فرزندان دورین اند چندین سال پس از مرگ اسماگ، بالین تلاش می‌کند تا کوتوله‌ها را دور هم جمع کند تا به موریا روند با اینکه جمعیت خوب شروع کرد اما چند سال بعد هنگامی که داشت درون خلد-زارام را نگاه می‌کرد توسط اورک‌ها کشته شد.
سی و چهار سال بعد قبر او به همراه کتاب مازاربول که دربارهٔ سفر و مرگ او در آن نوشته شده بود توسط یاران حلقه پیدا شد.
در سه گانهٔ هابیت اثر پیتر جکسون، کن استات نقش بالین را بازی می‌کند.

### دوآلین
دوآلین (۲۷۷۲ دورهٔ سوم تا ۹۱/۹۲ دورهٔ چهارم) یکی از ۱۲ کوتولهٔ همراه تورین است. او و برادرش بالین هر دو از خاندان پادشاهی دورین اند. دوآلین در دوران آوارگی کوتوله‌ها از تنهاکوه به دنیا آمده است. پدرش در نبردی به نام آزانولبیزار که میان اورک‌ها و کوتوله‌ها بود کشته شد. سه سال بعد (۲۸۰۲) دوآلین و دیگر بازماندگان نبرد در ِکوه‌های آبی ساکن شدند تا زمانی که هنگامهٔ مأموریت اربور فرارسید. دوآلین از جمله کوتوله‌هایی بود که با تراین دوم همراه شد اما پس از کشته شدن او دوباره به کوه‌های آبی بازگشت. صد سال بعد دوآلین با تورین همراه شد و نخستین کوتوله‌ای بود که پا به شایر گذاشت.
دوآلین یک کلاه خود سبز تیره بر سر می‌گذارد و یک کمربند زرین به کمر می‌بندد ریش او آبی رنگ و آنقدر بلند است که مجبور است آن را در کمربندش فروکند. دوآلین همانند برادرش بالین می‌تواند ویولن زانویی بنوازد. دوآلین در آغاز سفر یک کلاه خود و یک شنل به بیلبو اجاره داد.
پس از مأموریت اربور، دوآلین بقیهٔ عمرش را در اربور ماند او به شدت ثروتمند شد و در سال ۹۱ دورهٔ چهارم در سن ۳۴۰ سالگی که خود سن زیادی برای یک کوتوله است، از دنیا رفت.
نام دوآلین از ادای شاعرانه و اساطیر اسکاندیناوی گرفته شده است. گراهام مک‌تاویش نقش دوآلین را در اثر پیتر جکسون بازی می‌کند.

### فیلی
فیلی (۲۸۵۹ تا ۲۹۴۱ دورهٔ سوم) یکی از ۱۲ کوتولهٔ همراه تورین به همراه بیلبو بگینز بود. او و برادرش کیلی، خواهرزاده‌های تورین بودند دو برادر در ارد لوین (کوه‌های آبی) به دنیا آمده بودند و تا زمان شروع مأموریت همان‌جا زندگی کرده بودند. فیلی یک شنل آبی و ریشی زرد رنگ داشت. این دو برادر از دیگر کوتوله‌های همراه تورین پنجاه سال کوچکتر بودند. دید آنها از دیگران بهتر بود از این رو برای گشت زنی و جستجو معمولاً این دو برادر مأمور می‌شدند. در میان کوتوله‌ها تنها این دو بودند که لبخند می‌زدند و خوش‌رو بودند. هر دو برادر در نبرد پنج سپاه در دفاع از دایی خود تورین کشته شدند و با احترام به خاک سپرده شدند.
در سه گانهٔ هابیت اثر پیتر جکسون، دین اوگورمن نقش فیلی را بازی می‌کند.

### کیلی
کیلی (۲۸۶۴ تا ۲۹۴۱ دورهٔ سوم) یکی از ۱۲ کوتولهٔ همراه تورین اند که در مأموریت اِرِبور با او همراه می‌شوند. کییل و برادرش فیلی فرزندان دیس، خواهر تورین اند. دو برادر در کوه‌های آبی به دنیا آمدند و تا شروع مأموریت همان‌جا زندگی کردند. کیلی مانند برادرش شنل آبی بر تن و ریشی زرد رنگ دارد و بسیار خوشرو است. این دو برادر از دیگر کوتوله‌ها ۵۰ سال جوان ترند. برای پیدا کردن در مخفی کوه، تورین، کیلی و فیلی را به همراه بیلبو فرستاد تا راه پلهٔ منتهی به در را پیدا کنند. هنگامی که اسماگ بیدار شد، فیلی و کیلی به همراه بالین و بیلبو نخستین کسانی بودند که درون تونل رفتند.
با مرگ فیلی و کیلی در نبرد پنج سپاه نسل ثرور برای همیشه منقرض شد و پادشاهی زیر کوه به Dáin II رسید. مادر فیلی و کیلی تنها کوتولهٔ زنی است که در داستان از او سخن به میان آمده است.
در سه گانهٔ هابیت اثر پیتر جکسون، ایدن ترنر نقش کیلی را بازی می‌کند.

## خانوادهٔ دورین
خانوادهٔ دورین یا ریش‌بلندان مهم‌ترین خانواده در میان کوتوله‌های سرزمین میانی بودند. نام آنها برگرفته از نام شاه نخستشان، دورین یکم «بی مرگ» است. آنها قدیمی‌ترین و بزرگترین خاندان هفت کوتوله را تشکیل می‌دهند.
آنها نخست در کوه‌های مه‌آلود ساکن شدند بعد توسط اورک‌ها از سرزمین خود رانده می‌شوند پس از آن به موریا و بعد کوه گونداباد می‌روند. آنها در دورهٔ دوم با نولدور رابطهٔ دوستی برقرار می‌کنند و در جریان نبرد آخرین همپیمانان با الف‌ها و دونداین‌ها هم پیمان می‌شوند.
در دورهٔ سوم پس از بلای جان دورین بیشتر آنها به شهرهای شمالی در اِرِبور و بعد ارد میترین فرار می‌کنند اما هر دو جا توسط اژدهایان اشغال می‌شود و آنها آواره می‌شوند.

### نائین یکم
ناین یکم (۱۸۳۲ تا ۱۹۸۱ دوره سوم) شاه فرزندان دورین و خزد-دوم بود. در ۱۹۸۰ دورین ششم توسط بلراگ کشته شد و به جای او ناین شاه شد اما بلراگ که حالا نامش به بلای جان دورین تغییر کرده بود به عنوان یک تهدید باقی ماند. ناین تلاش کرد پادشاهی را ادامه دهد اما او هم توسط بلراگ کشته شد. باقی ماندهٔ خانوادهٔ دورین فرار کردند و شهر موریا نام گرفت پس از نائین، پسرش تراین یکم، شاه شد.

### تراین یکم
تراین یکم (۱۹۳۴ تا ۲۱۹۰ دورهٔ سوم) که گاهی به او تراین بزرگ هم می‌گویند شاه فرزندان دورین بود. او آخرین شاه خزد-دوم و نخستین شاه فروانروایی زیر کوه است. او فرزند نائین یکم است و در خزد-دوم به دنیا آمد. در ۱۹۸۰ پدربزرگش دورین ششم و سال بعدش پدرش نائین یکم توسط بلراگ کشته شدند. پس از آن او به همراه فرزندان دورین به تنهاکوه هجرت کردند و پادشاهی تازهٔ او از ۱۹۹۹ آغاز شد. او در آنجا آرکنستون را پیدا کرد. پس از او تورین یکم، پسرش پادشاه شد.